# Claude Gasnal
 (11 août 2025).
Le texte peut changer fréquemment, n’est peut-être pas à jour et peut manquer de recul. N’hésitez pas à participer, en veillant à citer vos sources.
Claude Gasnal, né le 12 février 1949 au Mans et mort le 11 août 2025, est un joueur français de basket-ball.

## Biographie
Claude Gasnal devient ensuite chef d'entreprise, dirigeant de CGO (Claude Gasnal Organisation), une agence de communication événementielle, créée en 1995 et basée au Mans, sa ville natale.

## Club
- 1966-1979 :  Sporting Club Moderne Le Mans (Nationale 1)

## Palmarès
- Champion de France 1978 et 1979.

### Sélection nationale
- 93 sélections en Équipe de France, dont celles aux championnats d'Europe des nations de 1971 et de 1973.